# Koritno (gmina Bled)
Koritno – wieś w Słowenii, w gminie Bled. W 2018 roku liczyła 232 mieszkańców.